# Турецькі Зірки
«Турецькі Зірки» (тур. Türk Yıldızları, англ. Turkish Stars) — демонстраційна пілотажна група ВПС Туреччини та національна команда Туреччини з аеробатики. Вона має статус повноцінної ескадрильї, позначена як 134 пілотажна ескадрилья (тур. 134 Akrotim Filo) і дислокується на авіабазі Конья 3-го авіакрила 1-го командування ВПС Туреччини.

## Історія
Наказ про створення команди був виданий 7 листопада 1992 року, командувач ВПС Туреччини відібрав для її заснування чотирьох досвідчених пілотів. Ці льотчики були відправлені на стажування до Канади, Італії та Великої Британії, щоб перейняти досвід у тамтешніх команд Snowbirds, Frecce Tricolori та Red Arrows. 25 грудня 1992 року почалося навчання на чотирьох літаках NF-5, а 11 січня 1993 ескадрилья отримала існуючу назву.
Перед широкою публікою група вперше виступила під час церемонії з нагоди Дня Республіки 29 жовтня 1994 року у складі семи осіб на турецькій базі Діярбакир. У 1995 році відбувся перший закордонний виступ на честь дня повітряних сил Бельгії на базі Кляйне-Брогель.
29 жовтня 2000 року в Культурному центрі імені Ататюрка в Анкарі в рамках святкування Дня Республіки відбулося 100-те шоу «Турецьких Зірок», а 3 липня 2004 в Різе — 200-те.
24 серпня 2001 року «Турецькі Зірки» зібрали на авіашоу у Баку, Азербайджан, понад мільйон людей, встановивши світовий рекорд .
Майор Езра Озатай, що займала пост командира ескадрильї з 2016 по 2022 рік, стала першою і єдиною жінкою-пілотом на такій посаді у ВПС Туреччини .

## Літаки
«Турецькі Зірки» літають на винищувачах Canadair NF-5 — канадський ліцензійний варіант американського Northrop F-5 Freedom Fighter. Літаки було отримано від Королівських ВПС Нідерландів, які зняли їх з озброєння у 1991 році. Це робить «Зірок» однією з небагатьох національних пілотажних команд, які керують надзвуковими літаками. Для зменшення аеродинамічного опору з літаків було видалено стволи гармат та пристрої для запуску засобів протидії ракетам. Панелі у кабіні також було модифіковано для більшої ергономіки. Стандартні дзеркала було замінено дзеркалами від літака F-4 Phantom, які забезпечують кращу видимість. Для посилення ефекту пілотажу на літаки встановили димогенератори, розроблені та зібрані ремонтним центром ВПС Туреччини. Кінцеві баки крила були модифіковані для транспортування палива для утворення диму, яке відводиться спеціальним розподільником до вихідних сопел двигунів. Після завершення модифікації в липні 1994 року 9 одномісних NF-5A і 1 двомісний NF-5B були передані команді. У 2000 році, на додаток до вищезгаданих модифікацій, були встановлені 3-осьові відеомагнітофони для підвищення ефективності оцінки характеристик після польоту .
Як літаки підтримки використовуються CASA/IPTN CN-235, C-130 і C-160. Всі літаки пофарбовані в кольори команди.
У рамках програми модернізації ВПС Туреччини в середині 2020-х років літаки NF-5A/B планується замінити на TAI Hürjet вітчизняного виробництва .

## Пілоти
Основною умовою членства в «Турецьких Зірках» є мінімум 300 годин нальоту на машинах NF-5A або загальний наліт 800 годин. Для керівника групи встановлюється мінімальний наліт 800 годин на NF-5 або 2000 годин загалом. Більшість пілотів команди походять зі 132-го та 133-го ескадрилій.
Після прийняття в пілотажну групу кожен пілот проходить річну програму підготовки, спрямовану на польоти у щільній групі, починаючи з пар. Поступово додається більше літаків і складніші елементи вищого пілотажу. Пілоти-стажери здійснюють по два польоти на день, їх навички постійно перевіряються інструкторами команди. Крім підготовки до шоу, пілоти також беруть участь у стандартних тренуваннях, зокрема стрільбах з підрозділами 132 та 133 ескадрилій.

## Інциденти
13 березня 2012 року один із винищувачів команди NF-5 розбився під час тренування в провінції Конья, за 2 км від авіабази, де дислокується команда. Пілот, флайт-лейтенант Уміт Озер, який лише незадовго до цього приєднався до «Турецьких Зірок», загинув під час катастрофи.
7 квітня 2021 року під час навчань поблизу Каратаю розбився винищувач NF-5. Під час катастрофи загинув пілот — флайт-лейтенант Бурак Генчелеп .
6 грудня 2022 року під час тренувального польоту NF-5 зіткнувся з птахом, що призвело до відмови двигуна. Пілот катапультувався і не постраждав .

## Галерея

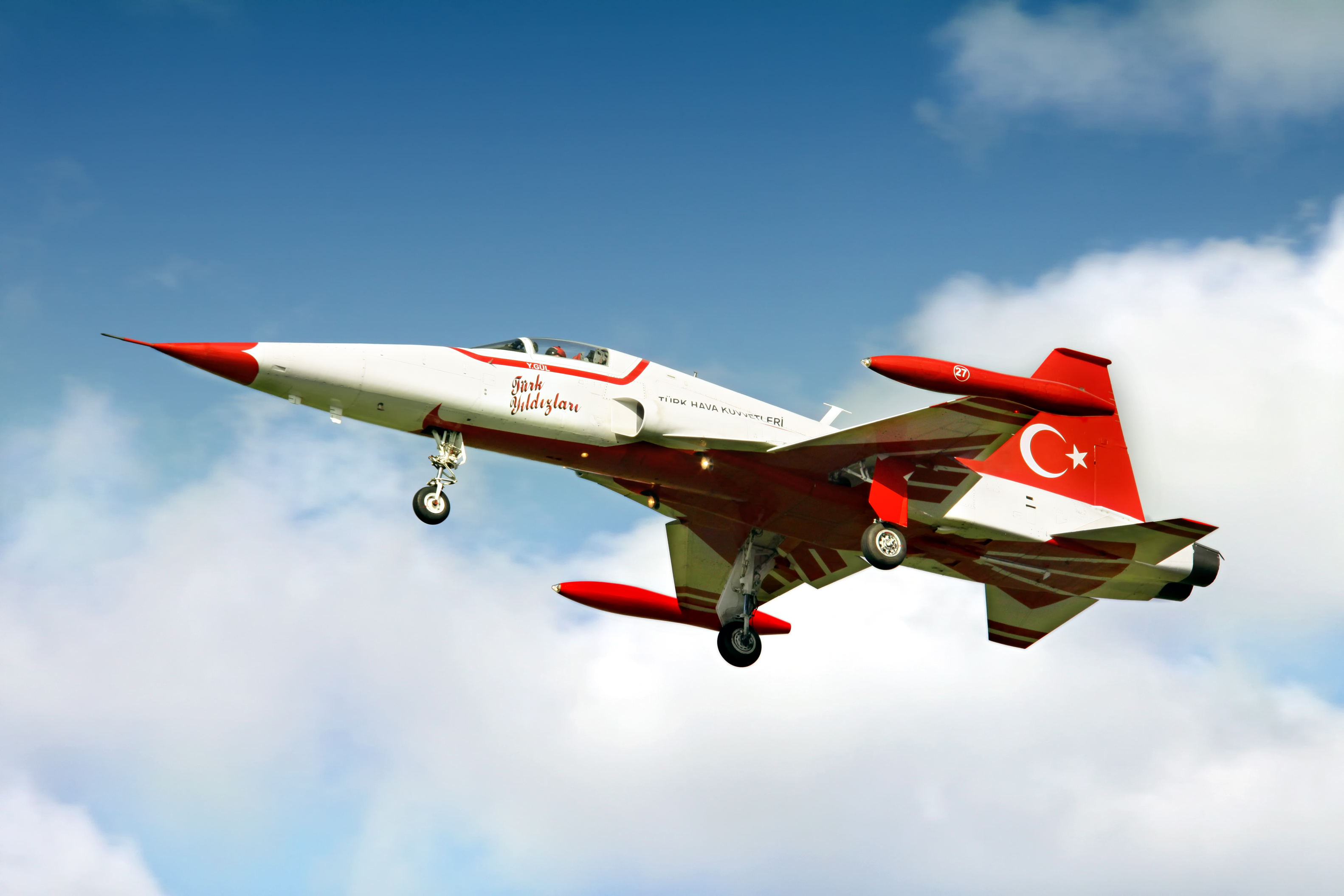
Один з літаків ескадрильї.
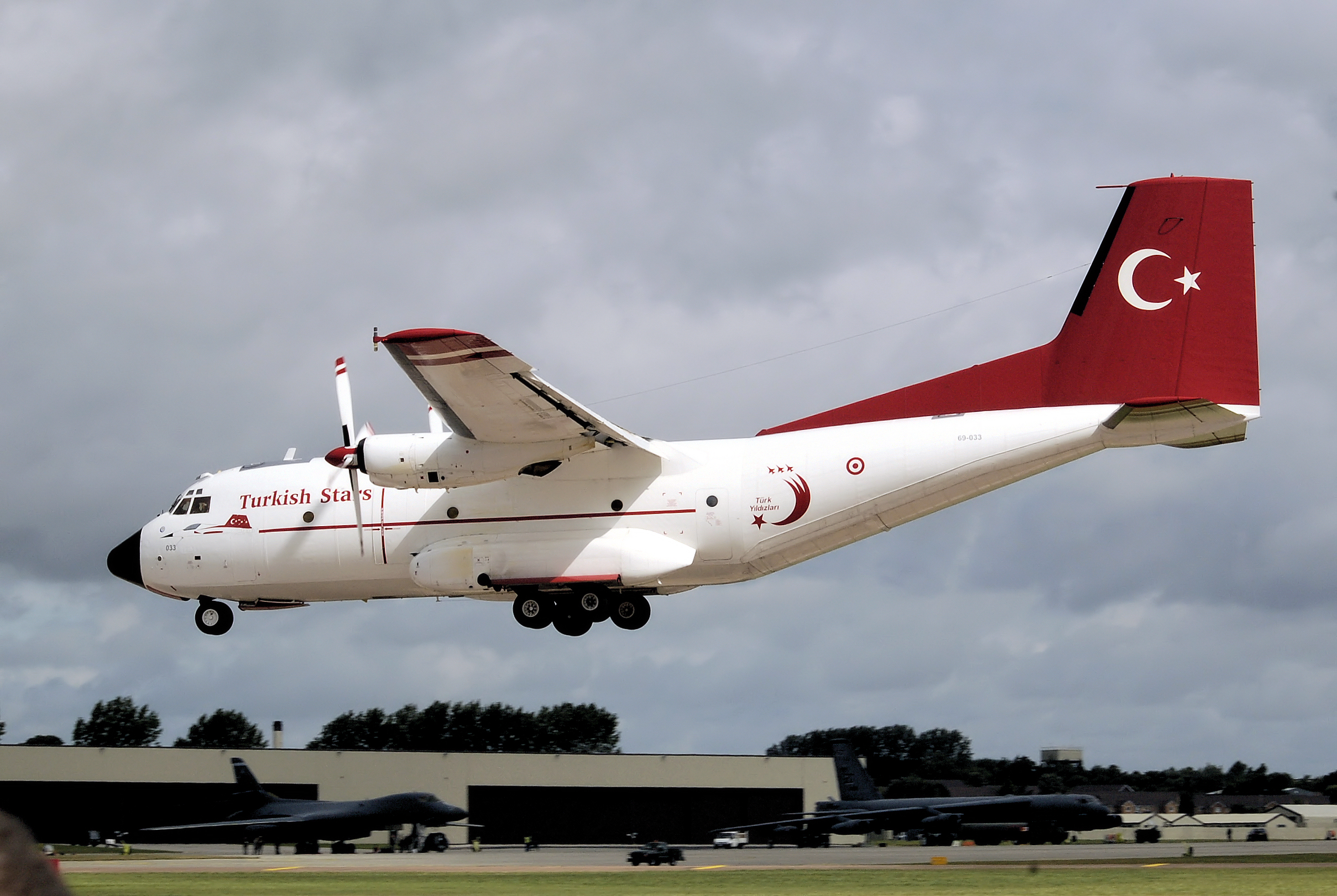
Один із допоміжних літаків команди, Transall C-160D ВПС Туреччини.
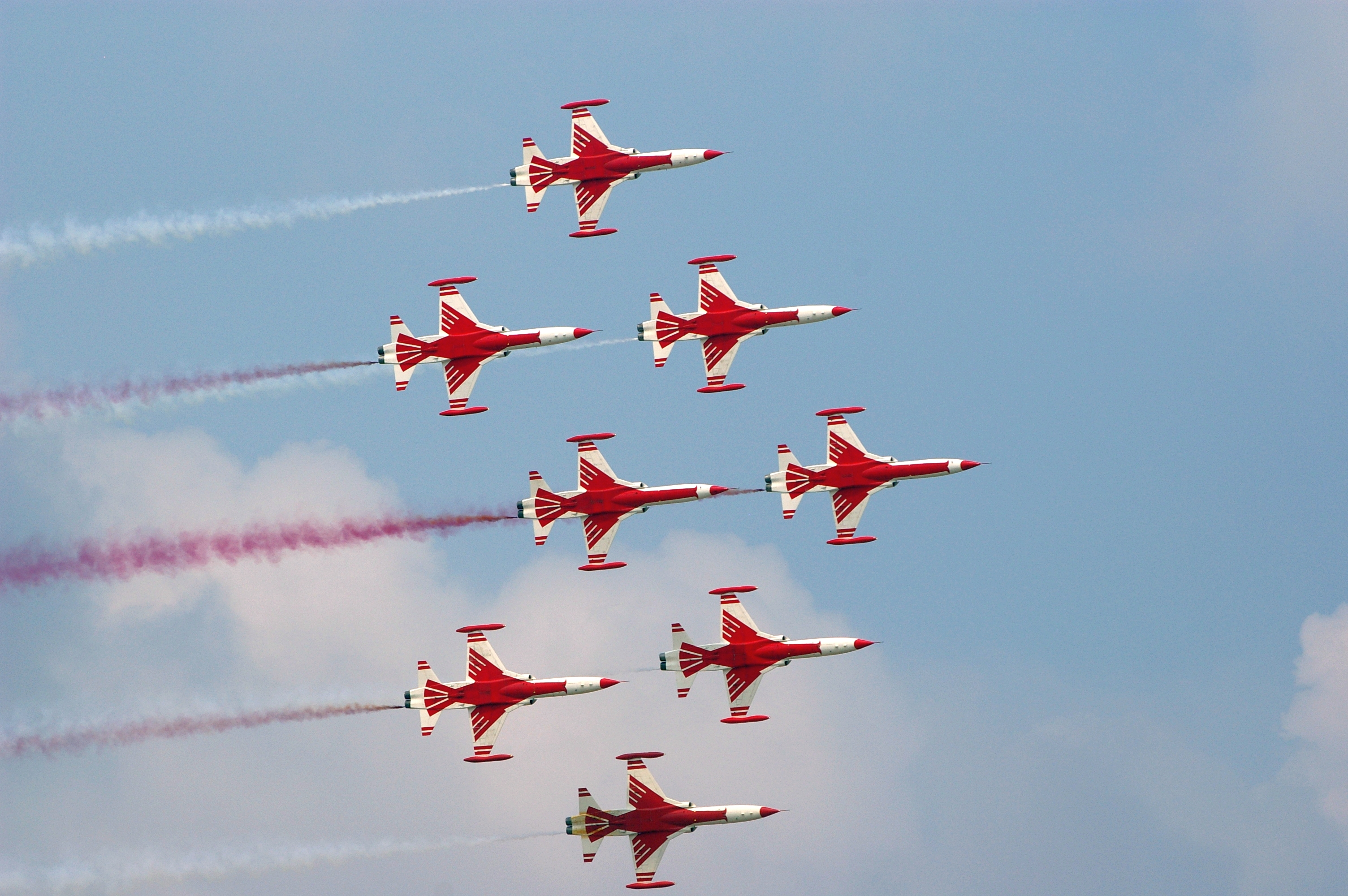
Кечкемет, Угорщина, 2010.
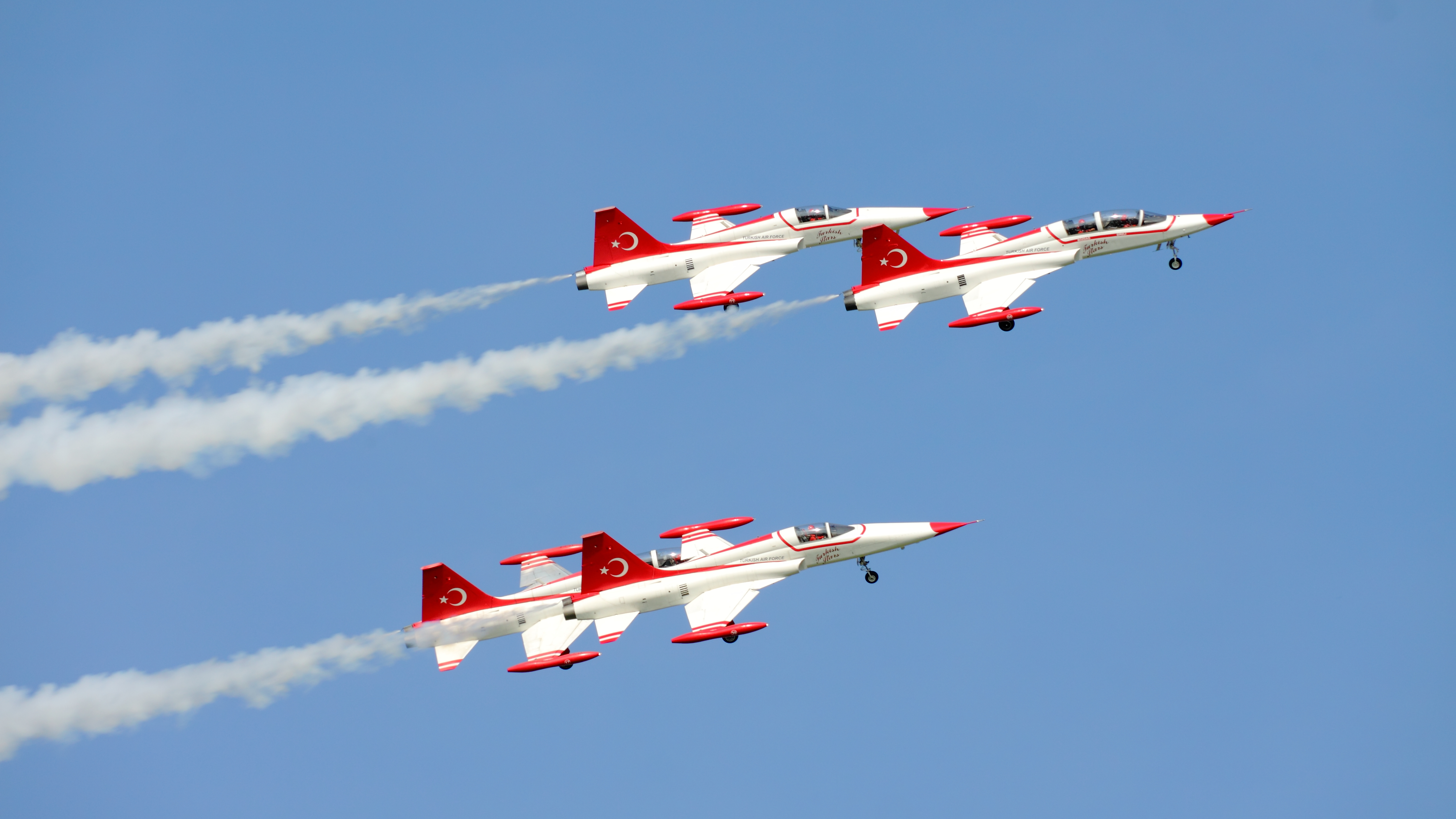
Дні НАТО в Остраві, Чехія, 2011.
Демонстрація в День миру та свободи Північного Кіпру 2011 року.
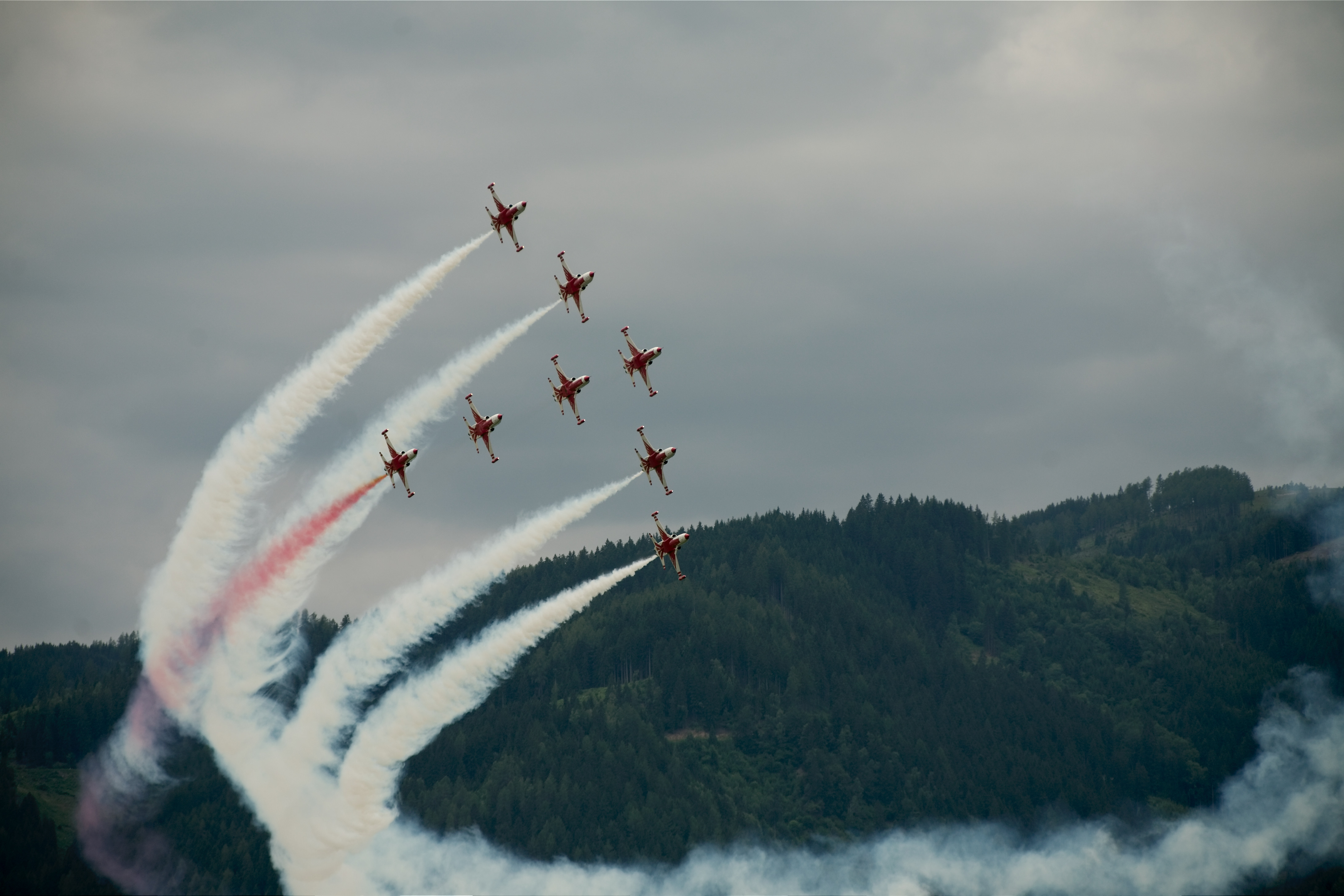
AirPower 2011.